# Purandhi
Purandhi är välståndets och barnafödandets gudinna inom indisk mytologi.